# Koolhoven F.K.43
De Koolhoven F.K.43 was een Nederlands klein vierzits, eenmotorig eendekker passagiersvliegtuig vervaardigd door Koolhoven. Het toestel bood plaats aan vier personen, inclusief de piloot, en was een directe opvolger van de Koolhoven F.K.41. 

## Historie
In 1930 werd door Koolhoven op verzoek van een Amerikaanse miljonair de F.K.43 ontwikkeld. Hoewel de opdrachtgever verdronk voordat het toestel was afgeleverd, vloog er begin 1931 toch een prototype. De KLM kocht er uiteindelijk zeven voor gebruik als luchttaxi en twee voor opleiding van vliegers. Drie toestellen werden particulier verkocht. Van dit toestel zijn twintig exemplaren gebouwd, acht daarvan zijn na de Tweede Wereldoorlog door Fokker gebouwd. De toestellen die door Fokker zijn gebouwd kregen de bijnaam “Fokhoven”.